# Jean Vallière
Jean Vallière (zm. 8 sierpnia 1523 w Paryżu) – francuski augustianin, zwolennik Marcina Lutra, którego nauki poznał za pośrednictwem Jacques’a Lefèvre’a d’Étaples. Został skazany na śmierć za herezję i spalony na stosie. Był pierwszą ofiarą prześladowań protestantów we Francji. Wspominany jako męczennik przez Kościół ewangelicki.